# 이케다 렌
이케다 렌(일본어: 池田 廉, 1997년 11월 10일~)는 일본의 축구 선수이다.

## 구단 경력
그는 2020년 J2리그의 FC 류큐에 입단했다. 2022년까지 110경기에 출전하여, 11득점을 넣었다. 2023년 오이타 트리니타로 이적했다.